# Amblygobius magnusi
Amblygobius magnusi är en fiskart som först beskrevs av Klausewitz, 1968.  Amblygobius magnusi ingår i släktet Amblygobius och familjen smörbultsfiskar. Inga underarter finns listade i Catalogue of Life.